# Cole Garner
Pour les articles homonymes, voir Garner.
Robert Cole Garner (né le 15 décembre 1984 à Long Beach, Californie, États-Unis) est un voltigeur des Ligues majeures de baseball jouant pour les Yankees de New York.

## Carrière
Cole Garner est drafté en 26e ronde par les Rockies du Colorado en 2003. Il amorce en 2005 sa carrière professionnelle en ligues mineures pour des clubs associés aux Rockies, pour atteindre en 2010 le niveau AAA à Colorado Springs dans la Ligue de la côte du Pacifique. Il y amorce la saison de baseball 2011 et est rappelé par les Rockies du Colorado le 4 juillet. Garner fait ses débuts dans les majeures le jour même et est appelé comme frappeur suppléant dans le match de son équipe contre les Braves d'Atlanta. Il frappe son premier coup sûr dans les majeures le 8 juillet aux dépens du lanceur Ryan Mattheus des Nationals de Washington et joue au total 4 parties avec les Rockies.
Devenu agent libre, Garner rejoint le 4 janvier 2012 les Yankees de New York.